# Karlovice - sever
Přírodní rezervace Karlovice - sever je přírodní rezervace v katastru obce Karlovice v okrese Bruntál. Chráněné území, vzdálené asi dva kilometry severovýchodně od Vrbna pod Pradědem a 3,5 kilometru na severozápad od Karlovic, zaujímá jižní až jihovýchodní svahy vrchu Huk (787 m) ve Zlatohorské vrchovině, po levé straně údolí řeky Opavy.
Rezervace je veřejně otevřená.
Důvodem ochrany je geneticky cenný modřín opadavý který roste především v centrální části rezervace. Škodám způsobeným okusem brání oplocení chráněného území, zřízené v roce 1995. Díky tomuto opatření intenzívně zmlazuje buk lesní (Fagus sylvatica), jedle bělokorá (Abies alba) i smrk ztepilý (Picea abies). Co se týče těžebních zásahů, probíhá v rezervaci jen asanační těžba smrků napadených kůrovcem. Ke zvýšení zastoupení jedle přispívá i výsadba stovek semenáčků z blízké genové základny.